# 2000メートル障害
2000メートル障害（2000メートルしょうがい）は、陸上競技の障害物競走の一種で、障害と水壕を通過しながら2000メートルを走るタイムを競う。一般的に2000mSCと表示され、この「SC」とは「スティープルチェイス」の略である。
基本的に障害物の高さは3000メートル障害と同様で、男子が91.4cm、女子が76.2cm、マスターズは男女共に76.2cmとされている。
コースは外水壕(1周421m)の場合、1500mのスタート付近からスタートし、4周と361mを走る。2000mの間に障害の数は、障害が計18回、水壕が計5回。
主に日本ではマスターズ陸上や全国高等学校陸上競技選抜大会等の一部の大会で実施されている。世界陸連や日本陸連から世界記録、日本記録共に非公認記録であるが、U18記録はともに公認されている。U20は、日本陸連では男子の記録のみ公認されている。因みに、3000メートル障害は、世界陸連ではU18記録は非公認記録である。

## 各種最高記録
| 記録            | タイム    | 名前                         | 所属         | 日付          |
| --------------- | --------- | ---------------------------- | ------------ | ------------- |
| 世界最高記録    | 5分10秒68 | マイディーヌ・メキシベナバ   | フランス     | 2010年6月30日 |
| U18世界記録     | 5分19秒99 | メレサ・カーサイ             | エチオピア   | 2013年7月12日 |
| アジア最高記録  | 5分14秒53 | サイフ・サイード・シャヒーン | カタール     | 2005年5月13日 |
| 日本最高記録    | 5分29秒11 | 楠康成                       | 阿見AC       | 2022年4月24日 |
| U20日本記録     | 5分39秒27 | 三浦龍司                     | 洛南高等学校 | 2019年4月28日 |
| U18日本記録     | 5分39秒27 | 三浦龍司                     | 洛南高等学校 | 2019年4月28日 |
| 高校最高記録    | 5分39秒27 | 三浦龍司                     | 洛南高等学校 | 2019年4月28日 |
| 高2歴代最高記録 | 5分42秒35 | 三浦龍司                     | 洛南高等学校 | 2019年3月16日 |
| 高1歴代最高記録 | -         | -                            | -            | -             |

| 記録            | タイム    | 名前                     | 所属                 | 日付          |
| --------------- | --------- | ------------------------ | -------------------- | ------------- |
| 世界最高記録    | 5分47秒42 | ベアトリス・チェプコエチ | ケニア               | 2023年9月2日  |
| U18世界記録     | 6分07秒71 | ファンシー・チェロノ     | ケニア               | 2019年9月1日  |
| アジア最高記録  | 5分56秒83 | ウィンフレドムチレ・ヤビ | バーレーン           | 2019年9月1日  |
| 日本最高記録    | 6分19秒55 | 山中柚乃                 | 愛媛銀行             | 2021年4月25日 |
| U18日本記録     | 6分25秒96 | シュブルチェック・アンナ | 茨城県立牛久高等学校 | 2025年7月5日  |
| 高校最高記録    | 6分25秒96 | シュブルチェック・アンナ | 茨城県立牛久高等学校 | 2025年7月5日  |
| 高2歴代最高記録 | 6分25秒96 | シュブルチェック・アンナ | 茨城県立牛久高等学校 | 2025年7月5日  |
| 高1歴代最高記録 | 6分58秒80 | 西山未奈美               | 白鵬女子高等学校     | 2015年8月30日 |

## 日本最高記録

### 高校歴代10傑
|    | タイム    | 名前     | 所属                 | 日付           |
| -- | --------- | -------- | -------------------- | -------------- |
| 1  | 5分39秒27 | 三浦龍司 | 洛南高等学校         | 2019年4月28日  |
| 2  | 5分42秒13 | 菊地敦郎 | 福島県立原町高等学校 | 2005年7月15日  |
| 3  | 5分42秒16 | 矢ノ倉弘 | 山梨学院中学高等学校 | 2013年7月12日  |
| 4  | 5分42秒94 | 山本嵐   | 佐久長聖高等学校     | 2017年7月22日  |
| 5  | 5分44秒00 | 濱田和浩 | 瓊浦高等学校         | 2014年8月31日  |
| 6  | 5分45秒10 | 櫛部静二 | 宇部鴻城高等学校     | 1988年10月17日 |
| 7  | 5分45秒14 | 滋野聖也 | 横浜高等学校         | 2011年8月31日  |
| 8  | 5分45秒21 | 松井智和 | 野洲高等学校         | 1988年10月17日 |
| 9  | 5分45秒57 | 中村守   | 上田高等学校         | 1988年10月16日 |
| 10 | 5分45秒73 | 板橋弘行 | 松山高等学校         | 1987年6月28日  |

|    | タイム    | 名前                 | 所属                     | 日付          |
| -- | --------- | -------------------- | ------------------------ | ------------- |
| 1  | 6分36秒81 | 島田美穂             | 山梨学院大学附属高等学校 | 2014年8月31日 |
| 2  | 6分37秒52 | 清水萌衣乃           | 逗子高等学校             | 2014年8月31日 |
| 3  | 6分38秒32 | リンズィーヘレナ芽衣 | 横浜市立金沢高等学校     | 2017年8月27日 |
| 4  | 6分38秒94 | 野末侑花             | 北九州市立高等学校       | 2017年8月27日 |
| 5  | 6分43秒79 | 須貝美齢             | 鶴岡南高等学校           | 2017年8月27日 |
| 6  | 6分44秒23 | 高安結衣             | 長野東高等学校           | 2017年8月27日 |
| 7  | 6分45秒70 | 松村悠香             | 北九州市立高等学校       | 2015年8月30日 |
| 8  | 6分46秒60 | 丹羽七海             | 白鵬女子高等学校         | 2012年5月3日  |
| 9  | 6分47秒90 | 柴田佑希             | 北九州市立高等学校       | 2015年4月25日 |
| 10 | 6分48秒10 | 石川英沙             | 成田高等学校             | 2017年8月27日 |

### マスターズ陸上における記録
| クラス | タイム     | 名前       | 所属           | 樹立年 |
| ------ | ---------- | ---------- | -------------- | ------ |
| M60    | 7分15秒35  | 鹿野克夫   | 福島マスターズ | 2003年 |
| M65    | 7分32秒34  | 加藤啓一   | 山形マスターズ | 2011年 |
| M70    | 8分21秒40  | 市川邦夫   | 東京マスターズ | 2003年 |
| M75    | 9分7秒34   | 山本傅     | 兵庫マスターズ | 2006年 |
| M80    | 10分01秒18 | 田茂井宗一 | 大阪マスターズ | 2003年 |
| M85    | 11分36秒93 | 田茂井宗一 | 大阪マスターズ | 2008年 |

| クラス | タイム     | 名前       | 所属             | 樹立年 |
| ------ | ---------- | ---------- | ---------------- | ------ |
| M25    | 7分03秒06  | 田阪亜樹   | 広島マスターズ   | 2016年 |
| M30    | 6分57秒97  | 田阪亜樹   | 広島マスターズ   | 2016年 |
| M35    | 7分32秒72  | 石井幸枝   | 茨城マスターズ   | 2001年 |
| M40    | 7分16秒91  | 石井幸枝   | 茨城マスターズ   | 2006年 |
| M45    | 7分29秒62  | 末吉真規子 | 石川マスターズ   | 2007年 |
| M50    | 7分48秒61  | 末吉真規子 | 石川マスターズ   | 2013年 |
| M55    | 9分26秒98  | 高橋紀子   | 岩手マスターズ   | 2015年 |
| M60    | 10分17秒10 | 中村喜美子 | 東京マスターズ   | 2001年 |
| M65    | 10分31秒29 | 今貴枝     | 東京マスターズ   | 2016年 |
| M70    | 11分30秒84 | 鈴木郁子   | 北海道マスターズ | 2010年 |
| M75    | 11分48秒79 | 鈴木郁子   | 北海道マスターズ | 2012年 |